# Splay One
Splay One (tidigare Splay Networks och Nice One) är en nordisk contentbyrå som är specialiserade på influerarmarknadsföring och Branded Entertainment. Splay One har ett eget Youtube-nätverk som består av bland andra Alice Stenlöf, Misslisibell, IJustWantToBeCool, JLC och Filip Dikmen. Sedan 2018 heter företaget Splay One AB, då Splay Networks fusionerades med contentbyrån Nice One. Splay One finns i Sverige, Norge, Finland och Danmark och ägs av Caybon Group.

## Historik
Youtube-kanalen Splay startades i februari 2013 och samlade innehåll med elva svenska youtubare på en kanal. Företaget Splay Networks grundades av Vigor Sörman som länge var dess vd. Redan i november samma år gick Modern Times Group (MTG) in som 35-procentig ägare i företaget som då blivit ett nätverk av runt femtio kanaler. MTG blev under 2015 majoritetsägare i företaget.
År 2018 delades MTG upp och Splay blev en del av Nordic Entertainment Group (Nent) jämte resten av NENT Studios. Ungefär samtidigt slogs Splay ihop med MTG:s branded content-byrå Nice One och bytte namn till Splay One. Sörman lämnade företaget i början av 2019.
I januari 2020 meddelade Nent att de hade för avsikt att avyttra alla produktionsbolag som inte ägnade sig åt dramaproduktion, inklusive Splay One. Likt andra influerarföretag hade Splay One då ännu inte gått med vinst. I april 2021 såldes Splay One till företaget Mediaplanet som samtidigt bytte namn till Caybon.

## Guldtuben

### I Sverige
Under åren 2014 - 2018 arrangerade Splay Networks den årliga Youtube-galan Guldtuben. Priser delades ut till personer som gjort sig särskilt bemärkta på Youtube, i kategorier som Årets Youtuber, Årets humor och Årets gamer.
Den första galan arrangerade på Södra teatern i Stockholm den 15 april 2014. Priser delades ut i elva kategorier och konferencier var Clara Henry.
2015 års gala hölls i maj månad på Chinateatern. William Spetz var konferencier.
2016 års gala hölls på Cirkus i Stockholm i mars månad. Kristina 'Keyyo' Petrushina och Kodjo Akolor var konferencierer. Under galan delades pris i 13 kategorier ut.
2017 års gala höll på Cirkus i Stockholm. Nour El Refai och Hampus Hedström var konfrencierer.
2018 hölls galan på Annexet i Stockholm och det delades ut priser i 16 kategorier.